# Coca (Segovia)
Coca es un municipio y localidad española de la provincia de Segovia, en la comunidad autónoma de Castilla y León. Se encuentra situada en el Camino de Santiago de Madrid y en la comarca de la Campiña Segoviana. En el término municipal, que cuenta con una población de 1703 habitantes (INE 2024), se hallan también las localidades de Villagonzalo de Coca y Ciruelos de Coca.

## Geografía
Coca está situada en la provincia de Segovia, 50 km al noroeste de la capital. Bien comunicada desde Madrid, de la que dista 135 km, y cercana a Valladolid, a 60 km. Enclavada en la comarca natural de Tierra de Pinares, es por su historia, sus monumentos, por la importancia de su entorno natural un punto de atracción para el turismo de interior de la península.
El municipio tiene una población de 1826 habitantes (INE 2017).

### Límites municipales

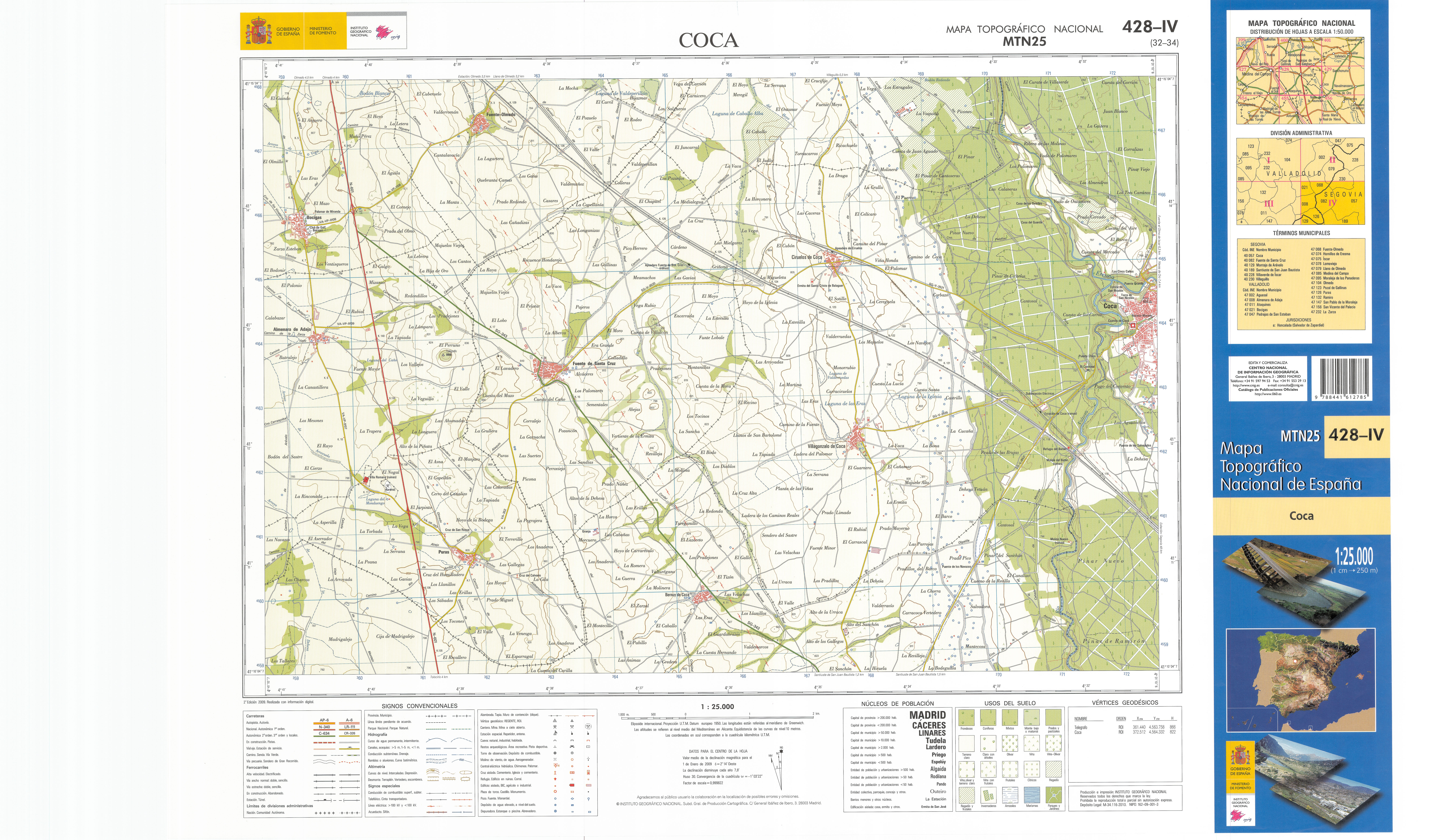
Fragmento de la hoja 428 del Mapa Topográfico Nacional de España de 2009 en el que se representa parte de Coca

| Noroeste: Villaverde de Íscar             | Norte: Fuente el Olmo de Íscar, enclave de El Pinar Fresneda de Cuéllar | Noreste: Samboal             |
| Oeste: Villeguillo y Fuente de Santa Cruz |                                                                         | Este: Navas de Oro           |
| Suroeste: Santiuste de San Juan Bautista  | Sur: Santiuste de San Juan Bautista, Nava de la Asunción                | Sureste: Nava de la Asunción |

## Historia

### Prehistoria
Los primeros vestigios de la presencia humana en el solar caucense se remontan al Bronce Antiguo (1800-1600), en el segundo milenio a. C. Son varias puntas de flecha que ponen en relación esta presencia con otros hallazgos campaniformes de los alrededores. No sería un establecimiento permanente sino itinerante. Podría ser un núcleo estable organizado y jerarquizado de población en la Primera Edad del Hierro (800-500 a. C.) siendo sus principales actividades económicas la agricultura cerealista y la ganadería.

### Edad Antigua
En la Segunda Edad del Hierro, a partir del 500 a. C., la ciudad de Cauca de los textos clásicos, es una de las ciudades más prósperas del valle del Duero. Tiene entre 6000 y 8000 habitantes, un urbanismo plenamente desarrollado, unos órganos de gobierno independientes, y una economía diversificada, incluyendo el comercio. Es, como el resto de ciudades vacceas, una ciudad-estado dirigida por una aristocracia guerrera, muy potente política y militarmente y, gracias a su particular situación estratégica, fácilmente defendible al encontrarse entre los profundos tajos de los ríos Eresma y Voltoya. Completa esta defensa natural con una potente muralla como señalan los autores latinos.
Roma logra doblegar su resistencia en el año 151 a. C. solo por medio de un cruel engaño, narrado por Apiano, quien eleva la cifra de sus habitantes a 20 000. Poco después, en el 134 a. C., Escipión, de paso hacia Numancia, permite repoblar de nuevo la ciudad. Nuevamente destruida en las Guerras Sertorianas en 74 a. C. logró rehacerse económicamente en los siglos posteriores.
El Bronce de Montealegre de Campos constata cómo Cauca en el siglo II ya gozaba del privilegio de ser municipium romano. Durante los siglos IV y V, Cauca tendrá una notable importancia en el contexto de Hispania.
Numerosas villas romanas en sus alrededores atestiguan la existencia de una rica economía agrícola. Es ahora cuando aparece aquí asentada una rica aristocracia romana que llegará a regir los destinos del imperio en su tramo final: Teodosio el Grande es el reflejo del dominio en Roma de este clan hispano.

### Edades Media y Moderna
Tras el asentamiento visigodo en la ciudad, pocas noticias existen de Coca. Perteneció, más tarde, tanto a musulmanes como a cristianos, fue conquistada por Almanzor y posteriormente por Alfonso VI de León en 1086. En estas fechas se funda la Comunidad de villa y tierra de Coca, de la que dependerán 17 aldeas repobladoras y se rodea la ciudad de una extensa muralla.
En el siglo XIV posee siete parroquias, entre ellas la iglesia de San Nicolás y la de Santa María. En el siglo XV pertenece a Íñigo López de Mendoza, marqués de Santillana. Por un intercambio entre este y Alonso I de Fonseca, Coca pasa a propiedad de este último quien inicia la construcción del castillo de Coca, lo que sucede a partir del 1453. Varios miembros de la familia Fonseca se hallan enterrados en la iglesia parroquial de Santa María la Mayor bajo unos excelentes sepulcros renacentistas labrados en mármol de Carrara.

### Edad Contemporánea
Napoleón tomó Coca en 1808, estableciéndose sus tropas en el castillo. Estas saquearon el pueblo, quemando el archivo municipal, la fábrica de vidrio, el Convento de Franciscanos y dejando el castillo en ruinas a su salida. Durante la guerra civil española (1936-1939) Coca permaneció en poder de las tropas franquistas, no desarrollándose combate armado, pero sí hubo presos políticos.

## Demografía
Cuenta con una población de 1703 habitantes (INE 2024).

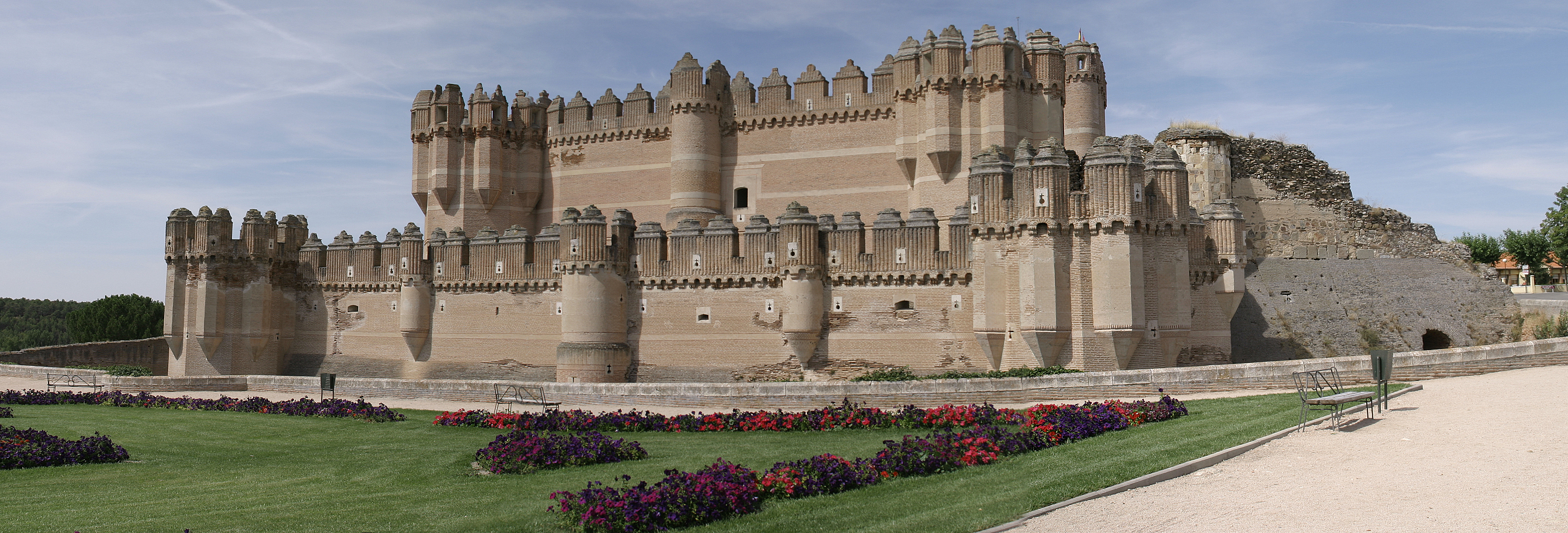
Panorámica del Castillo de Coca

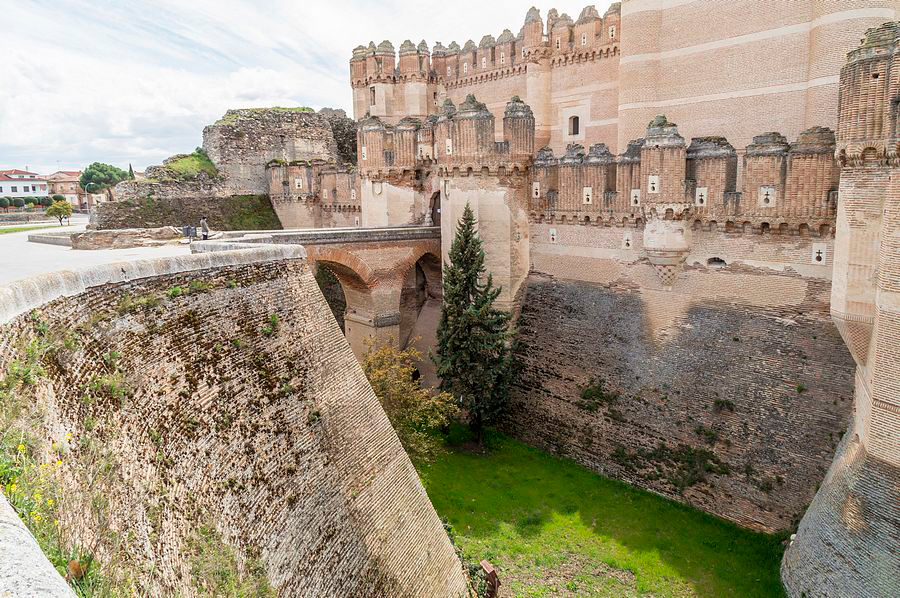
Foso y Pasarela de entrada del Castillo de Coca

| Gráfica de evolución demográfica de Coca entre 1828 y 2021 |
| |
| Población según el Diccionario geográfico-estadístico de España y Portugal de Sebastián Miñano. Población de derecho según los censos de población del INE Población de hecho según los censos de población del INEEntre el censo de 1970 y el anterior, crece el término del municipio porque incorpora a 40506 (Ciruelos de Coca) y 40540 (Villagonzalo de Coca) |

## Economía
- El entorno natural de la villa, rodeada de una gran masa forestal de pinares hace que la explotación del pino (fabricación de resina, madera, piñones) sea una de las principales actividades económicas no sólo del municipio, sino de toda la comarca. Esta gran extensión de bosque constriñe el cultivo, dándose tan sólo pequeñas plantaciones cerealísticas, remolacheras o de patata. El sector ganadero (cerdo principalmente, aunque también existen explotaciones avícolas) da empleo a una gran parte de la población activa del municipio.
- La industria es escasa, muy local y relacionada estrechamente con la producción del pino y la ganadería.
- El sector servicios, sobre todo la hostelería (casas y hoteles rurales) se ha desarrollado para aprovechar la riqueza monumental (castillo mudéjar, muralla medieval, iglesia gótico-renacentista) como paisajística. Además de encontrarse en zona de pinares, Coca está situada en la confluencia de los ríos Eresma y Voltoya, y de un arroyo, el Balisa.[7]

## Símbolos
El escudo heráldico y la bandera que representan al municipio fueron aprobados oficialmente el 30 de abril de 1997. El escudo se blasona de la siguiente manera:

Escudo partido. Primero, de oro con un pino arrancado, de sinople. Segundo, de azur, una banda de gules, perfilada de oro. Al timbre, la Corona Real Española.
Boletín Oficial de Castilla y León n.º 94/1997 de 20 de mayo de 1997

La descripción textual de la bandera es la siguiente:

Bandera de endrizar cuadrada, de proporción 1:1, partida por mital, al asta de amarillo, y el resto azul.
Boletín Oficial de Castilla y León n.º 94/1997 de 20 de mayo de 1997

## Administración y política
| Periodo   | Nombre                         | Partido       |
| --------- | ------------------------------ | ------------- |

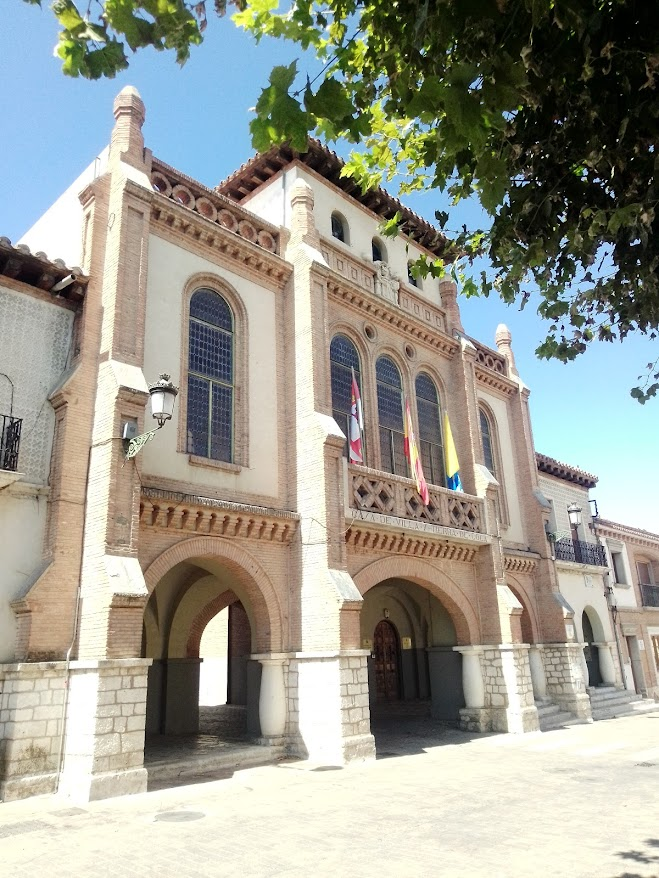
Casa consistorial

| 1979-1983 | Joaquín Oviedo de Rojas        | AE            |
| 1983-1987 | Joaquín Oviedo de Rojas        | PDL           |
| 1987-1991 | Ricardo Catalina Miranda       | CDS           |
| 1991-1995 | Ricardo Catalina Miranda       | CDS           |
| 1995-1999 | Juan Carlos Álvarez Cabrero    | PP            |
| 1999-2003 | Juan Carlos Álvarez Cabrero    | PP            |
| 2003-2007 | Juan Carlos Álvarez Cabrero    | PP            |
| 2007-2011 | Juan Carlos Álvarez Cabrero    | PP            |
| 2011-2015 | Juan Carlos Álvarez Cabrero    | PP            |
| 2015-2019 | Andrés Catalina Tapia          | Villa de Coca |
| 2019-2023 | Mariano Jesús Herrero Llorente | PSOE          |
| 2023-act. | Fernando Aceves González       | PP            |

## Patrimonio

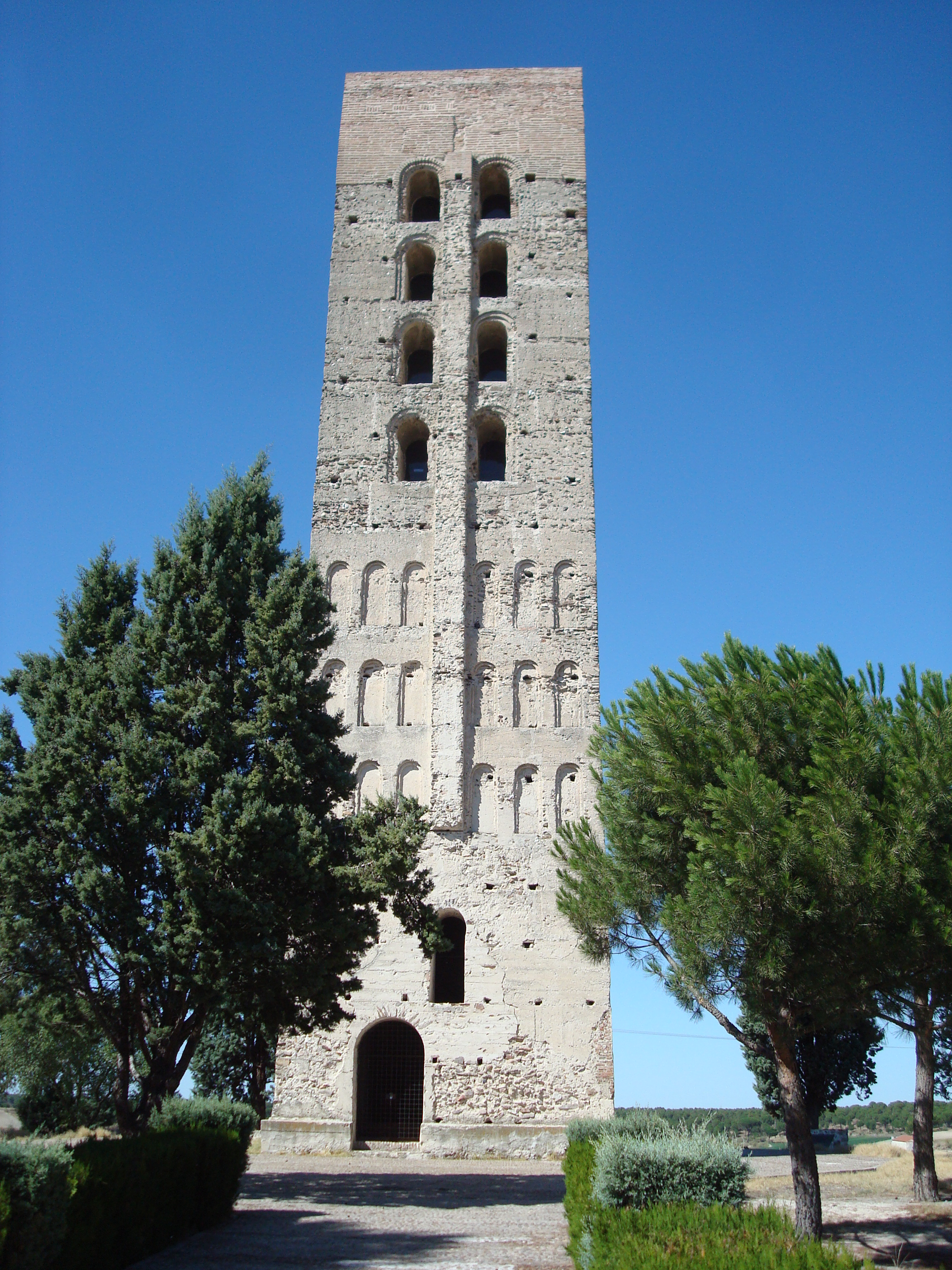
Torres de San Nicolás, restos de una antigua iglesia

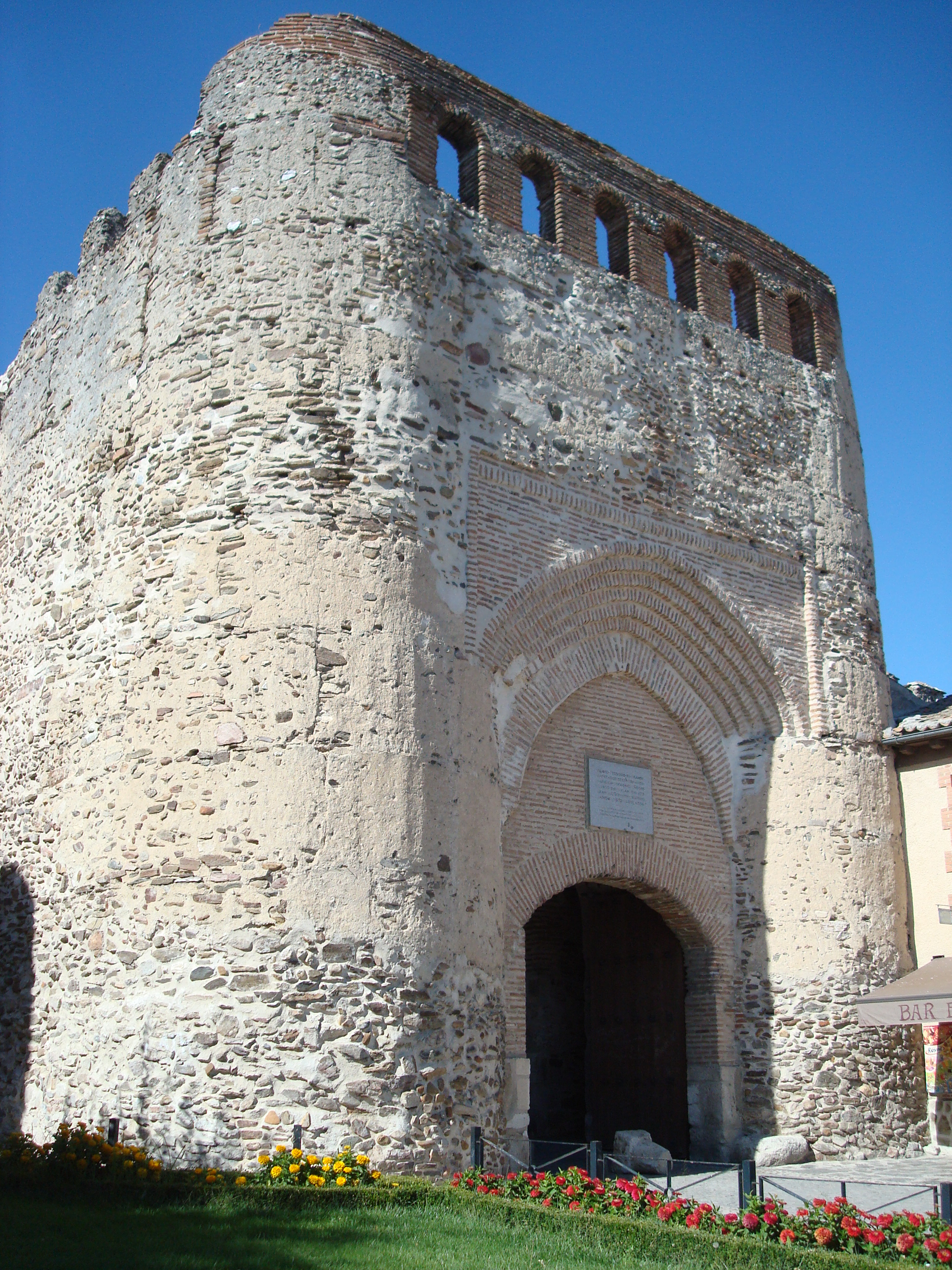
Puerta en la muralla

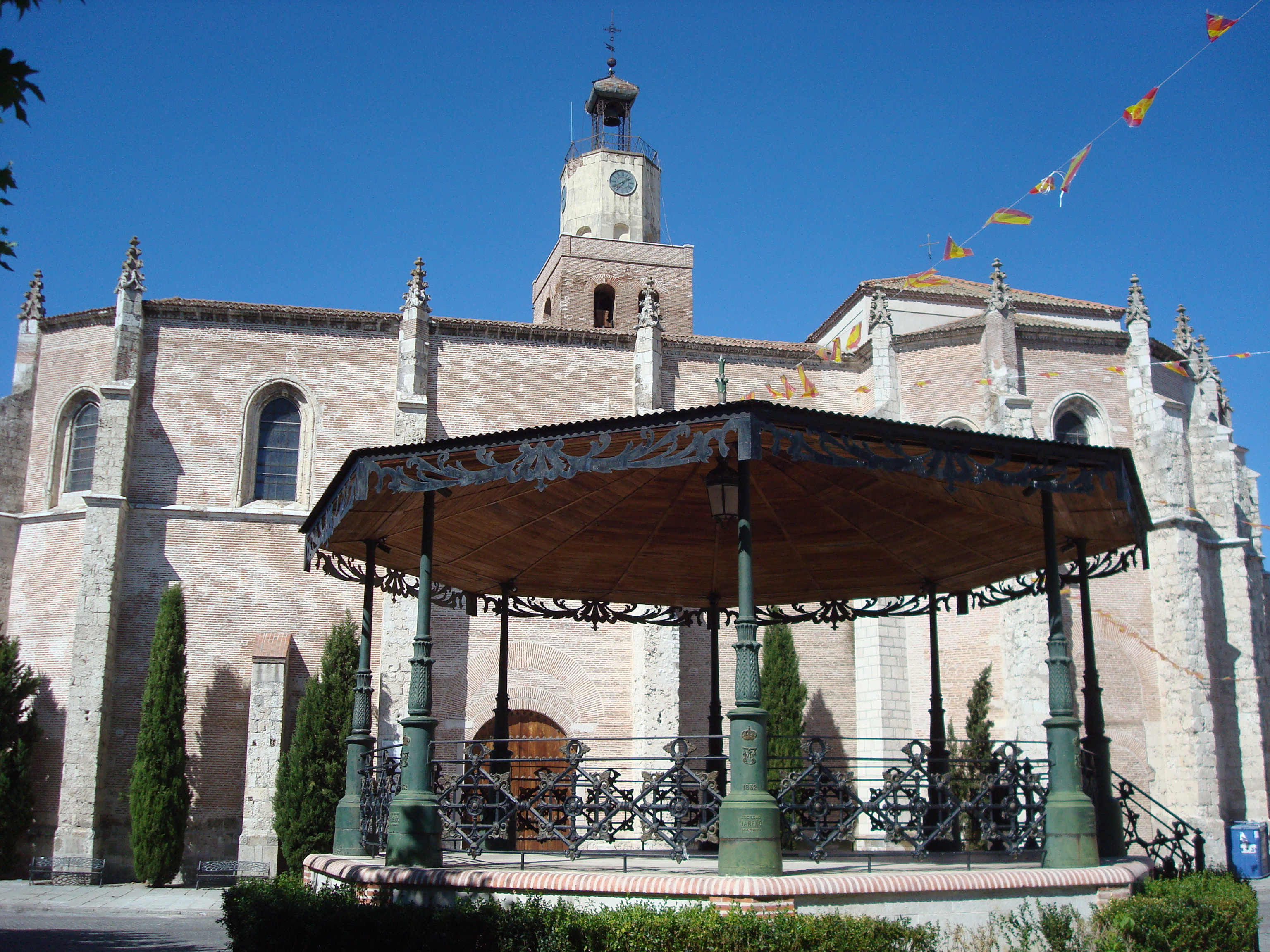
Iglesia de Santa María

- Castillo de Coca, fortaleza levantada en el siglo XV, uno de los castillos mejor conservados de España.
- Muralla medieval, levantada en el siglo XII, conserva actualmente unos 200 metros de muro.
- Muralla vaccea (del siglo V a. C.-siglo II a. C.), descubierta en el siglo XXI.
- Torre de San Nicolás, único testimonio material de la antigua iglesia de San Nicolás en el siglo XII. Recibe influencia islámica.
- Iglesia de Santa María La Mayor, templo gótico levantado sobre el anterior templo románico. En su interior conserva el sepulcro de la familia Fonseca.
- Esculturas de los verracos vettones, antiguas esculturas de significado incierto.
- Puente chico, de origen medieval y reconstruido en el siglo XVII y XIX. Destaca por su gran arco ojival.
- Puente grande, sobre el río Eresma, levantado en 1630.
- Ermita de Santa Rosalía, fundada en 1728.
- Casa consistorial, levantada en 1930
- Hospital de Nuestra Señora de la Merced, de origen medieval y reconstruido en 1907.
- Domus romana, restos de una residencia romana, conservándose también restos de la cloaca romana.